# Pont de la Tosca
Le pont de la Tosca est un pont d'Andorre situé dans la paroisse d'Escaldes-Engordany enjambant le riu Madriu, affluent de la Valira d'Orient. 

## Histoire
Construit en 1820, le pont de la Tosca remplace un pont en bois plus ancien,. Son existence en tant qu'ouvrage en pierre est d'ailleurs confirmée en 1838 dans le Relació sobre la vall de Andorra (Rapport sur la vallée d'Andorre) du religieux Tomàs Junoy. Il est classé monument d'intérêt culturel depuis le 16 juillet 2003,.
Ce pont était initialement l'unique voie de passage pour relier Engolasters à Escaldes. Il était de fait utilisé par les agriculteurs et les éleveurs pour faire transiter le grain et les troupeaux, notamment pour se rendre à la foire d'Andorre-la-Vieille. Le pont de la Tosca constituait également un point de passage pour relier les paroisses basses (Andorre-la-Vieille et Escaldes-Engordany) aux paroisses hautes (Canillo, Encamp). C'est probablement ce caractère « stratégique » qui a précipité sa construction en remplacement de la structure en bois préexistante.

## Description
Le pont de la Tosca est un pont en maçonnerie, d'une longueur de 7 mètres, constitué d'une seule arche plein-cintre de granit. Le point le plus haut de l'arche est situé à 10 mètres au-dessus du lit de la rivière. Le muret de protection est lui d'une hauteur d'environ un mètre,. Il s'agit donc d'un ouvrage de dimensions modestes mais présentant un aspect élancé, notamment du fait du caractère encaissé du riu Madriu à ce niveau (encore accentué depuis l'aiguat de 1982 qui a profondément creusé le lit de la rivière). L'année de construction du pont (1820) est gravée sur une pierre carrée claire surplombant le sommet de la voûte.

## Toponymie
Tosca fait référence à la pedra tosca (« pierre ponce ») utilisée à visée esthétique dans l'appareil du pont. Les ponces apparaissent en effet plus claires que le reste de l'apparei, bien qu'elles aient perdu de leur éclat initial.